# Andrea Giganti
Andrea Giganti (Trapani, 1731 - 1787) va ser un arquitecte italià del barroc sicilià.
Va néixer a Trapani, i a la seva joventut va estudiar arquitectura amb Giovanni Biagio Amicon (1684-1754). Posteriorment Giganti fou patrocinat pel bisbe de Mazara del Vallo, Giuseppe Stella, amb qui va viatjar a Palerm per estudiar al seminari i ser després ordenat sacerdot.

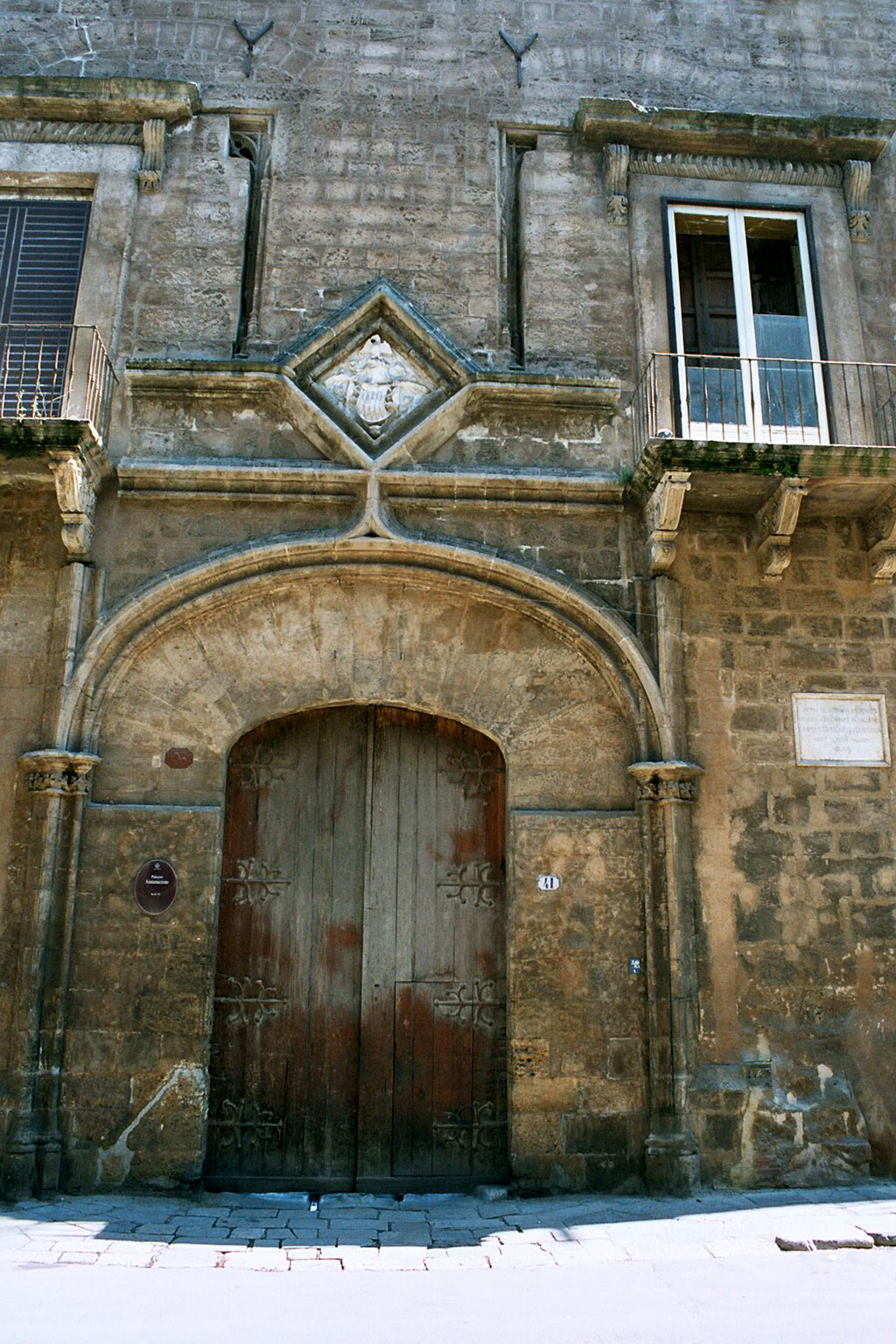
Palazzo Aiutamicristo a Palerm per Andrea Giganti

Després de l'ordenació va tenir accés a la família del Príncep de Scordia, membre de l'aristocràcia siciliana, amb qui va estar emprat al mateix temps com a confessor i arquitecte, treballant en les diverses mansions dels Scorda.
Alguns edificis a l'estil barroc dissenyats per Giganti inclouen la Vil·la Galetti a Bagheria, la Vil·la Ventimiglia a Mezzo-Monreale, l'església de Sant Pau dels Jardiners, l'altar major de l'església de Sant Salvador i el Palazzo Aiutamicristo a Palerm.
Com experimentat enginyer, Giganti va ser també responsable pel disseny i construcció de diversos ponts. Cap al final de la seva vida va començar a deixar de banda l'estil barroc a favor del més simple neoclàssic.

## REferències
1. ↑   «Giganti, Andrea». A: Biografia Arte visivi.  Treccani.
2. ↑  Giuffrè, Maria. «Gigante, Andrea». A: Dizionario Biografico degli Italiani (en italià). 54, 2000.